# دنيس كوبر
دنيس كوبر (بالإنجليزية: Dennis Cooper)‏‏ (10 يناير 1953 في باسادينا، كاليفورنيا - ) شاعر، وروائي، وصحفي، وناشر، وكاتب، وفنان أداء، وناقد، ومدون، ومؤلف من الولايات المتحدة.

## الجوائز
- جائزة لامدا الأدبية

## روابط خارجية
- دنيس كوبر على موقع IMDb (الإنجليزية)
- دنيس كوبر على موقع روتن توميتوز (الإنجليزية)
- دنيس كوبر على موقع ألو سيني (الفرنسية)
- دنيس كوبر على موقع ميوزك برينز (الإنجليزية)
- دنيس كوبر على موقع أول موفي (الإنجليزية)
- دنيس كوبر على موقع ديسكوغز (الإنجليزية)
- دنيس كوبر على موقع قاعدة بيانات الفيلم (الإنجليزية)
- دنيس كوبر على موقع ليتربوكسد (الإنجليزية)
- دنيس كوبر على موقع كينوبويسك (الروسية)